# Rhynchospora rigidifolia
Rhynchospora rigidifolia là loài thực vật có hoa trong họ Cói. Loài này được (Gilly) T.Koyama miêu tả khoa học đầu tiên năm 1972.